# San Giustino Valdarno
San Giustino Valdarno è una frazione del comune di Loro Ciuffenna in provincia di Arezzo.

## Geografia fisica
Sorge sul fianco meridionale dell'Alpe di Santa Trinità, alle pendici del Pratomagno, lungo la strada provinciale dei Setteponti, che con i suoi 50 km, da Reggello conduce ad Arezzo. Si trova a 311 m s.l.m. ed è lambito alla sua destra dal torrente Agna di Pratovalle che fluisce dal poggio dell'Anciolina. Il territorio su cui sorge il paese è dolcemente collinare, ma circondato da zone montuose che nei tempi antichi erano rivestite da secolari foreste nelle quali trovarono rifugio lupi (nuovamente presenti da alcuni anni), cervi e persino orsi.

## Storia
Il paese odierno si è costituito attorno alla pieve romanica e lungo il torrente Agna di Pratovalle. Sulla collina soprastante, dove sono stati rinvenuti diversi materiali archeologici di epoca romana, è tradizione fosse insediata la primitiva pieve che, nel più antico documento del 1011, è chiamata Cabiamus dal probabile nome dell'abitato romano. 
La zona circostante San Giustino, è stata giustamente dal Tracchi segnalata per l'importanza archeologica: resti di fabbricati antichi sono stati rinvenuti a Baccano, dove passava la "Cassia Vetus" e in una zona detta "Il Tesoro" ed ancora nella valle dell'Agna in località "Vinca" sono state individuate le fondamenta di una costruzione di 22 m. per 10 m. e tracce diverse di colture e terrazzamenti. Un'altra tradizione vuole infatti che nella zona esistesse un romitorio cristiano dove sarebbe stato catturato il martire san Donato, che avrebbe dato quindi alla zona il nome (il "San Donato de Venka" - da Salmi, 1965-67).
Nel XIV secolo dipendevano dalla pieve di San Giustino le seguenti chiese: San Bartolomeo a Cerreto o Vitereta, San Michele a Cafaggiolo, Santa Maria di Faeto, San Biagio al Borro, Sant'Apollinare, San Fabiano e San Sebastiano alla Traiana, l'ospedale di Sant'Andrea della Treggiaia.

## Monumenti e luoghi d'interesse

### Architetture religiose
Pieve di San Giustino
La pieve di San Giustino è il più significativo edificio storico presente: pieve romanica del XII secolo, in arenaria a tre navate con copertura lignea, divisa da arcate impostate su otto pilastri e due colonne sormontate da capitelli scolpiti. Secondo la tradizione una più antica pieve di San Giustino, chiamata Cabiano in un documento del 1011, era ubicata sulle pendici del vicino colle di Baccano.
Cappelle
All'interno dell'azienda agricola Casa d'Agna, situata nei pressi del paese, si trova un'antica cappella, la cui presenza è documentata almeno dal 1765. Un'altra cappella, dedicata alla Vergine Maria, si trova in via Alessandro Marchese del Borro ed è documentata almeno dal 1765.

### Architetture civili
Nell'area del paese sono presenti tre mulini ad acqua, oggi in disuso, che anticamente impiegavano le acque del torrente Agna di Pratovalle:
- in via Alessandro Marchese del Borro si trova un antico mulino oggi trasformato in abitazioni private, la cui presenza è documentata almeno dal 1765;[6][7][8]
- all'esterno del nucleo abitato, accessibile da via Martiri dell'Oreno, nei pressi di villa la Grotta, si trova il molinuzzo, presente almeno dal 1765[9], che ha conservato la gora;[10][7]
- all'interno della tenuta del Borro, fra Il Borro e San Giustino Valdarno, si trova l'ex mulino di Querceto, oggi trasformato in residenza turistica.[11][12]

## Società

### Tradizioni e folclore
La sacra rappresentazione vivente della Crocifissione sta diventando un tradizionale appuntamento primaverile che anima il paese di San Giustino Valdarno e attrae numerosi visitatori. Benché di origini recenti, si inserisce in una tradizione delle rievocazioni liturgiche, assai radicata in Toscana e nel Valdarno (per esempio a Terranuova Bracciolini). Ha la struttura itinerante di una processione, con soste suggestive in tappe dedicate: l'orto degli olivi, il processo, la condanna e il cammino verso il Golgota per la crocifissione.

### Istituzioni, enti e associazioni
A San Giustino Valdarno ha sede la locale Confraternita della Misericordia, operante dal febbraio 1793, quando un gruppo di persone si riunì per dare vita alla Compagnia di Santa Croce. Don Angelo Sarocchi, uno dei fondatori della Misericordia di San Giustino, alla sua morte avvenuta nel 1895 lasciò in eredità alla confraternita tutti i suoi averi comprendenti il palazzo della sede e due piccoli appezzamenti di terreno. Il 14 maggio 1897 la Compagnia di Santa Croce in San Giustino cambiò nome divenendo Pia associazione di Misericordia. Nel dicembre 1897 venne approvato lo statuto.

## Economia
Le attività del passato erano prevalentemente legate alla configurazione del territorio, vi si coltivavano: la vite, l'olivo e i cereali. Una fonte importante di sostentamento era l'allevamento ovino, grazie ai numerosi pascoli montani, e quella del baco da seta. Attività artigianali si svilupparono per la trasformazione dei prodotti primari: quali la lavorazione della seta.
Il grano e i legumi, fino alla Seconda guerra mondiale, venivano seminati in pianelli e terrazzamenti ricavati all'interno dei boschi, soprattutto  di arbusti e di roverella, di cui oggi rimangono i resti. Tale pratica agricola, che consentiva di aumentare la superficie coltivata, è detta sistemazione a ronco ed era diffusa soprattutto nella zona fra Pratovalle e San Giustino Valdarno. Per tale motivo la strada che unisce le due frazioni si chiama "via Poggio a Ronco".
L'economia attuale non ha più fondamento sull'agricoltura, che viene ad essere sempre importante nell'economia familiare ma che rappresenta una risorsa integrativa ad altre fonti di guadagno. La forza lavoro oggi si orienta verso il settore industriale, artigianale e commerciale. 
Grazie al suo clima, mite d'inverno e fresco d'estate, San Giustino Valdarno è considerata un'interessante zona turistica.